# Nombre de Best
 (juillet 2018).
En mécanique des fluides, le nombre de Best ou nombre de Davies est un nombre adimensionnel utilisé dans l’étude de la chute aérienne des météores solides ou liquides (c'est-à-dire des particules comme les cristaux de glace et les gouttes d’eau).
Le nombre de Best peut être ressenti intuitivement comme une mesure de la taille des particules : les petites particules ont un petit nombre de Best et les grosses en ont un grand.

## Historique
Selon Lewis, Lewis et Schwartz, « cette quantité a été nommée ainsi d’après Davies (1945) et d’après Best (1950) bien qu’elle ait été utilisée auparavant par Castleman (1926), Burke et Plummer (1928), Sciller et Naumann (1933), Lapple et Sheperd (1940), Krumbein (1942) et Langmuir (1943-1944, cf. Langmuir, 1961) ».

## Formulation
La formulation de ce nombre adimensionnel, souvent symbolisé par X, est :
{\displaystyle X=C_{x{\textrm {Quad}}}{\textrm {Re}}^{2}}
avec Cx Quad, le coefficient de traînée quadratique défini classiquement comme :
{\displaystyle C_{x{\textrm {Quad}}}={\frac {F}{1/2\rho V^{2}S}}}
où F est la force entrainant le mouvement, ρ la masse volumique du fluide (l’air, par exemple) et S une surface de référence à préciser (souvent la surface frontale de la particule, mais pas forcément). Re est le nombre de Reynolds classique, basé sur la vitesse V de la particule, sur sa dimension caractéristique (par exemple son diamètre frontal) et sur la viscosité cinématique ν du fluide.

## Propriétés du nombre de Best
Lorsque l’on effectue le produit du Cx quadratique par le carré du nombre de Reynolds, on observe la disparition de la vitesse V. C’est la principale qualité du nombre de Best : il est indépendant de la vitesse de la particule.
Ainsi, le nombre de Best d’une sphère de masse volumique efficiente ρp en régime de Stokes est :
{\displaystyle X={\frac {4D^{3}g\rho _{p}}{3\mu \nu }}}
où g est l’accélération de la pesanteur, µ la viscosité dynamique du fluide et ν sa viscosité cinématique. La masse volumique efficiente ρp d'une particule est sa masse volumique diminuée de la masse volumique du fluide dans lequel se produit la décantation ; s’agissant de la décantation d’hydrométéores dans l’air, il est souvent possible de négliger la masse volumique du fluide (donc de l’air).
Voici ci-contre, à titre d’exemple, les courbes du Cx quadratique, du nombre de Best et du Cx linéaire de la sphère lisse en fonction de son Reynolds (ceci pour tous les diamètres D et dans tous les fluides) (le Cx quadratique étant ici basé sur la surface frontale, le Cx linéaire ainsi que le Reynolds sur le diamètre D) : 

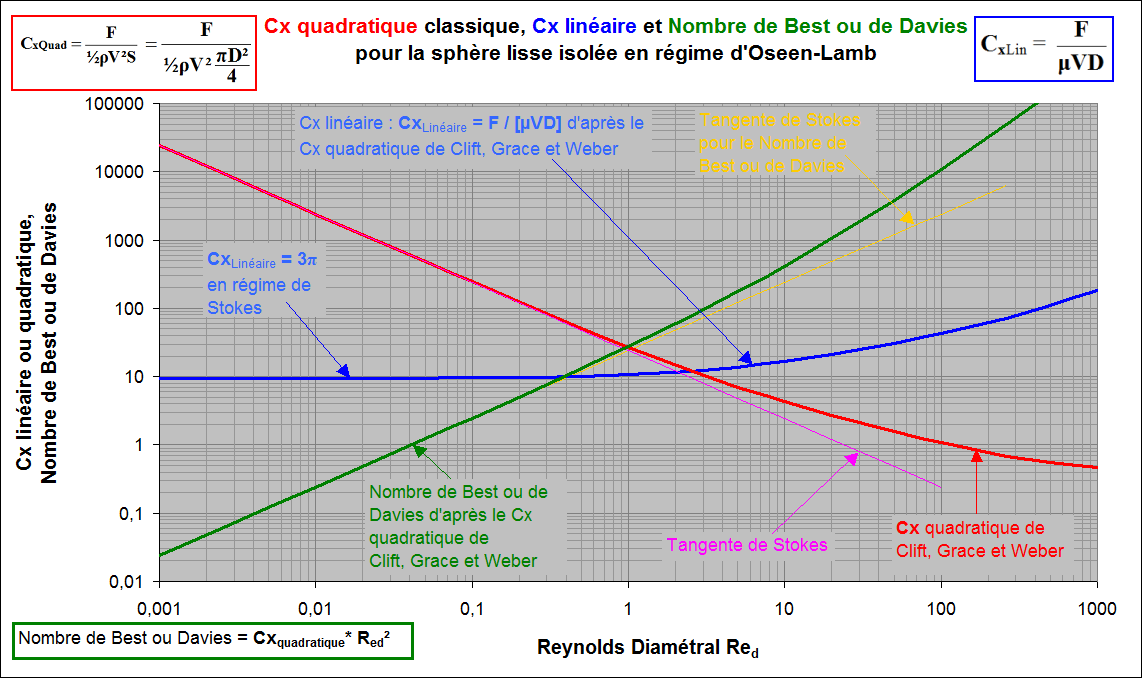
Comparaisons des nombres de Best selon l'évolution du nombre de Reynolds associé.

Sur ce graphe, le Cx linéaire (courbe bleue) est défini comme le quotient de la force motrice F par le produit µ V D, µ étant la viscosité dynamique du fluide et V la vitesse de la particule, comme précédemment ; par définition, le Cx linéaire des corps est constant en régime de Stokes (pour la sphère, c’est 3π en référence au diamètre D) (voir Écoulement de Stokes).
Si l’on prend comme expression du Cx quadratique sa définition, c'est-à-dire Mg / (1/2 ρ V2 S), Mg étant le poids efficient de la particule (son poids diminué de la Poussée d’Archimède) et S étant la surface prise comme référence pour le Cx (souvent la surface frontale, mais pas forcément), on obtient :
{\displaystyle X={\frac {2MgD^{2}}{S\mu \nu }}}
Il est évidemment impératif, au moment où l’on pose cette expression, de toujours préciser la surface prise comme référence pour le Cx quadratique ainsi que la longueur prise comme référence pour le Reynolds (ici le diamètre D)[réf. nécessaire].
Cette dernière expression du nombre de Best convient à tous les corps.
Une autre qualité importante du nombre de Best[réf. nécessaire] (qui explique son utilisation aux bas Reynolds) est que, lorsque l’on dessine le comportement de particules en régime de Stokes (Re <<1) sous la forme d’un graphique X = f (Re), les courbes formées sont des droites y = ax, c'est-à-dire, dans un graphe cartésien, des droites de pente a variable et passant par l’origine et, dans un graphe Log-Log, des droites parallèles y = ax,  la pente visuelle de ces dernières droites étant la même pour toutes les particules en régime de Stokes, leur étagement en ordonnées étant fonction de a (la droite verte, sur le graphe ci-contre, en étant un exemple).
Cette propriété des graphes X = f (Re) pour les particules en régime de Stokes peut être démontrée facilement : puisque, dans ce régime, le Cx quadratique d’une particule est de la forme k / Re , k étant un scalaire constant, son nombre de Best est : 
{\displaystyle X=C_{x{\text{Quad}}}{\text{Re}}^{2}=k{\text{Re}}}.
Une autre qualité importante de ce même nombre de Best[réf. nécessaire] est que le Reynolds qui le forme peut être basé sur un longueur de référence virtuelle. Ainsi les météorologues, sans pouvoir l’expliquer physiquement, ont constaté que le fait de baser le Reynolds sur ce qu’ils appellent la capacitance, concentre fortement les marques expérimentales décrivant la décantation de particules d’élancement L/D variant dans une plage  assez importante (de 0,5 à 4, par exemple).
La capacitance C d’un court cylindre est définie ainsi :
{\displaystyle C=0,3185\,D\,(1+0,868\lambda ^{0,76})}
L’utilisation d’une telle longueur de référence virtuelle peut paraître curieuse[réf. nécessaire]. Elle reste pourtant tout à fait pragmatiqu[réf. nécessaire]e et avant tout utilitaire dans la mesure où l’on peut toujours, à partir d’un point d’un graphe X = f (ReC) (le Reynolds, et donc le nombre de Best étant basé sur la capacitance C) revenir au Cx quadratique en divisant l’ordonnée de ce point par son abscisse ReC.
Il est d’ailleurs possible, pour des corps comme les courts cylindres (ou des hydrométéores solides comme les colonnes hexagonales qui y ressemblent beaucoup), en décantation transverse ou axiale, de baser le Reynolds sur une longueur de référence virtuelle qui concentre encore mieux les marques expérimentales (relevées en décantation transverse ou axiale)[réf. nécessaire].

## Rapports du nombre de Best avec d'autres nombres adimensionnels
Le nombre de Best est parfois confondu avec le nombre d'Archimède, autre nombre adimensionnel. De fait, pour la sphère, par exemple, son libellé est identique au coefficient 4/3 près. Le nombre de Best est également à rapprocher du nombre de Galilée (qui vaut la racine carrée du nombre d'Archimède)[réf. nécessaire].